# Unione Sportiva Gladiator 1932-1933
Questa pagina raccoglie i dati riguardanti l'Unione Sportiva Gladiator nelle competizioni ufficiali della stagione 1932-1933.

## Rosa
| N. |                   | Ruolo | Calciatore         |
| -- | ----------------- | ----- | ------------------ |
|    | Italia (bandiera) | C     | Ennio Bergonzini   |
|    | Italia (bandiera) | P     | Paolo Emilio Brini |
|    | Italia (bandiera) | D     | Cafolla            |
|    | Italia (bandiera) | D     | Carlo Camozzi      |
|    | Italia (bandiera) | C     | Luigi Conturbia    |
|    | Italia (bandiera) | A     | Rinaldo Cornaglia  |
|    | Italia (bandiera) | D     | Giovanni Corona    |
|    | Italia (bandiera) | C     | Fabi               |
|    | Italia (bandiera) | C     | Vincenzo Fedele    |
|    | Italia (bandiera) | D     | Carlo Ferrero      |
|    | Italia (bandiera) | A     | Vittorio Florio    |

| N. |                   | Ruolo | Calciatore          |
| -- | ----------------- | ----- | ------------------- |
|    | Italia (bandiera) | C     | Giuseppe Friuli     |
|    | Italia (bandiera) | A     | Enzo Maiorano       |
|    | Italia (bandiera) | D     | Marchese            |
|    | Italia (bandiera) | A     | Notelli             |
|    | Italia (bandiera) | C     | Otello Righi        |
|    | Italia (bandiera) | C     | Roletti             |
|    | Italia (bandiera) | D     | Romeo               |
|    | Italia (bandiera) | C     | Russo               |
|    | Italia (bandiera) | D     | Zelante Salvatorini |
|    | Italia (bandiera) | D     | Scala               |
|    | Italia (bandiera) | C     | Vercili             |